# Sonic Syndicate
Sonic Syndicate (Сонік Сіндікейт) — шведський мелодик-дез-метал гурт із Фалькенберга. На творчість гурту справили вплив такі шведські мелодик-дез-метал колективи як In Flames та Soilwork, а також металкор гурти на кшталт Killswitch Engage.

## Учасники

### Теперішні
- Натан Джеймс Біґґз (Nathan James Biggs) — вокал, тексти (2009—тепрішній час)
- Робін Шуннессон (Robin Sjunnesson) — гітара (2002—теперішній час)
- Міхель Берцен (Michel Bärzen) — бас (2015—теперішній час)
- Пітер Валлєнес (Piter Wallenäs) — ударні (2016 —теперішній час)

### Концертні
- Крістоффер Андерссон (Christoffer Andersson) — екстрім вокал (2010—2011)

### Колишні
- Рікард Шуннессон (Richard Sjunnesson) — екстрім вокал, тексти (2002—2010)
- Роланд Йоганссон (Roland Johansson) — чистий та екстрім вокал (2006—2009)
- Крістофер Беклунд (Kristoffer Bäcklund) — ударні, перкусія (2002—2006)
- Андреас Мортенссон (Andreas Mårtensson) — клавішні (2002—2006)
- Маґнус Свенссон (Magnus Svensson) — бас-гітара (2002—2004)
- Роджер Шуннессон (Roger Sjunnesson) — гітара, клавішні (2002—2012)
- Карін Аксельссон (Karin Axelsson) — бас-гітара, жіночий вокал (2004—2015)
- Джон «Runken» Бенґтссон (John Bengtsson) — ударні, перкусія (2006—2016)

## Дискографія
- Eden Fire (2005)
- Only Inhuman (2007)
- Love and Other Disasters (2008)
- We Rule the Night (2010)
- Sonic Syndicate  (2014)
- Confessions (2016)